# Paul Rodocanachi
Pour les articles homonymes, voir Rodocanachi.
Paul Rodocanachi, né le 2 avril 1871 à Londres et mort le 28 janvier 1952 dans le 16e arrondissement de Paris, est un collectionneur, décorateur, architecte et socialite d'origine grecque. Il a notamment travaillé pour Jean-Michel Frank et dirigé la décoration de la villa Malcontenta. Rodocanachi est également le concepteur de l'hôtel Arturo Lopez, initialement « hôtel Rodocanachi », à Neuilly-sur-Seine.

## Biographie
Fils du banquier gréco-britannique Pierre (Petros) Rodocanachi (1831-1899) et de son épouse Jenny Sechiari (1842-1927), Paul Rodocanachi appartient à la branche anglaise de la famille Rodocanachi. Il a cinq aînés : Mary (1861-1947), Fanny (morte en bas âge), Kakia (1864-1961), Peter (1865-1936) et George (mort en bas âge). Après avoir suivi ses études au collège d'Eton, il commence sa carrière d'architecte et de décorateur, en travaillant notamment avec Jean-Michel Frank.
En 1899, Paul Rodocanachi achète un terrain situé au 12, rue du Centre, à Neuilly-sur-Seine, où il fait construire un hôtel particulier dans le goût du XVIIIe siècle sous la maîtrise d'œuvre de l'architecte Émile Danneron. Les travaux de l'« hôtel Rodocanachi » s'achèvent en 1903. Il y reçoit des artistes, tels Auguste Rodin, Henri Matisse ou Ossip Zadkine. Au nombre de ses proches, figurent également Emilio Terry, Diego Giacometti, Boris Kochno et Christian Bérard.
Pendant la Première Guerre mondiale, il accueille des soldats convalescents dans les communs de son hôtel particulier.
En 1924, il fait avec Albert Clinton Landsberg et Catherine d'Erlanger l'acquisition de La Malcontenta, villa palladienne de Vénétie qu'il va rénover durant plusieurs années avec Antonio Foscari et Barbara de Vicario. Les fêtes qu'ils y organisent réunissent Misia Sert, Serge de Diaghilev, Serge Lifar, Paul Morand, Le Corbusier, Coco Chanel, Rudolf Wittkower, Cecil Beaton ou encore Luisa Casati.
En 1929, il vend l'hôtel Rodocanachi à son ami Arturo Lopez. La demeure sera ensuite cédée à la municipalité de Neuilly-sur-Seine, qui y installera un musée.